# Luce rossa (film 1980)
Luce rossa è un film pornografico del 1980, diretto dal regista Angelo Pannacciò.

## Trama
Una coppia di coniugi (lei è Marina Hedman) si reca in un cinema a luce rossa per assistere alla proiezione dell'ultimo film di lei. Man mano che passa il tempo l'atmosfera in sala si scalda...

## Censura
Il venne rigettato in censura e circolò solo clandestinamente (destino comune a molti film pornografici, italiani e non, dell'epoca).